# 大埔東昌街康體大樓
大埔東昌街康體大樓（英語：Tai Po Tung Cheong Street Leisure Building）是香港第二座以「康體大樓」命名的同類型設施。該大樓建於新界大埔區大埔墟東昌街25號，鄰近南運路及大埔中心，共設6層，連同重建後的足球場佔地25,100平方米，分別由康樂及文化事務署及民政事務總署管理。大樓在2022年8月15日對外開放。
至於另一座同樣以「康體大樓」命名的體育設施是位於青衣的青衣西南康體大樓。

## 歷史
按照原來的規劃，大埔東昌街康體大樓現址將興建文娛中心及政府合署各一座，但一直沒有實行。
至2009年，大埔區議會向政府提議在現址所在的大埔第1區南運路休憩處及鄰近合共2.3公頃的土地，改為興建一座包括體育館、室內游泳池及社區會堂的綜合大樓。兩年後，政府正式就此向區議會進行諮詢。
根據當年的諮詢結果，大樓設計作出了若干改善：除了將原來的硬地足球場重建，同時亦將泳池面積擴大，以及增加大樓地庫擬建停車場的公眾車位數目。經過詳細設計及研究後，部分改動後來被駁回（例如泳池面積恢復為原訂的25米x25米），而有關議案於2016年4月20日提交立法會工務小組委員會審議，並獲通過撥款21億6310萬港元興建。
此大樓預計於2021/22財政年度完工，並已於2020年中命名為「大埔東昌街康體大樓」。
東昌街體育館於2022年8月15日起投入服務，而東昌街游泳池則在一周後的8月22日投入服務。
不過，東昌街游泳池啟用未到兩年，因為天花塗層出現剝落，需要額外進行塗層修繕工程，於2024年7月2日起提前關閉。

## 設施
體育館設於大樓的地下及3-4樓，總面積9400平方米，設有多用途主場，可用作兩個籃球場或兩個排球場或8個羽毛球場、室內草地滾球場、兩個多用途活動室以及兒童遊戲室，而健身室則於稍後的2023年2月23日啟用。
游泳池位於大樓的地下及1-2樓，是大埔區首個設有暖水供應的室內泳池，由25米x25米的訓練池、25米x10米的習泳池，以及按摩池組成，其中按摩池設有36個噴頭，更可以透過落地玻璃看着園林景色。另外，除了男女更衣室，場地還設有4個家庭更衣室。
社區會堂設於大樓的1樓西翼，可容納450人，於2022年10月2日開幕，典禮由律政司副司長張國鈞、民政事務總署署長張趙凱渝、中聯辦新界工作部副部長葉虎、大埔民政事務專員陳巧敏主持。

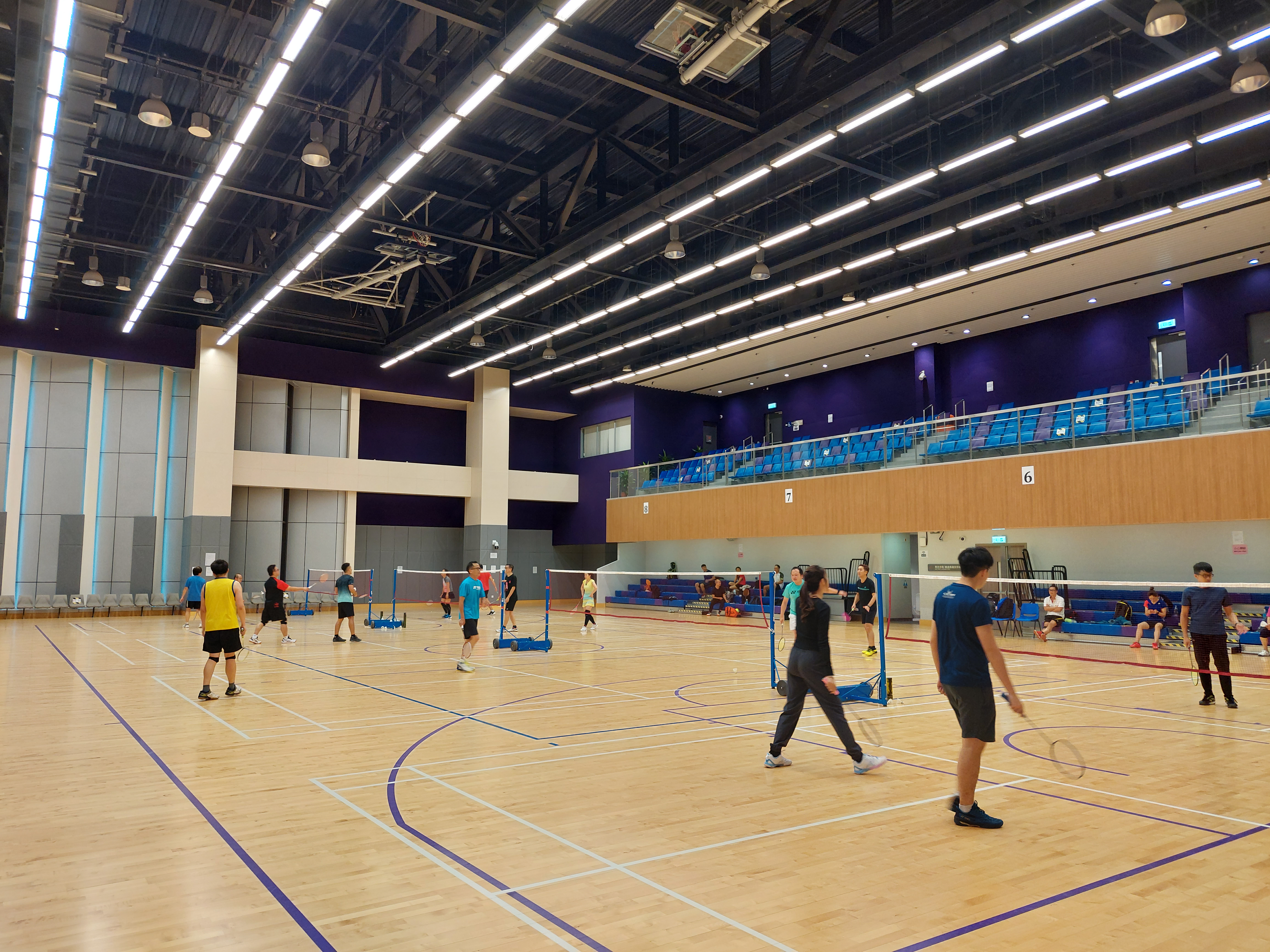
體育館主場
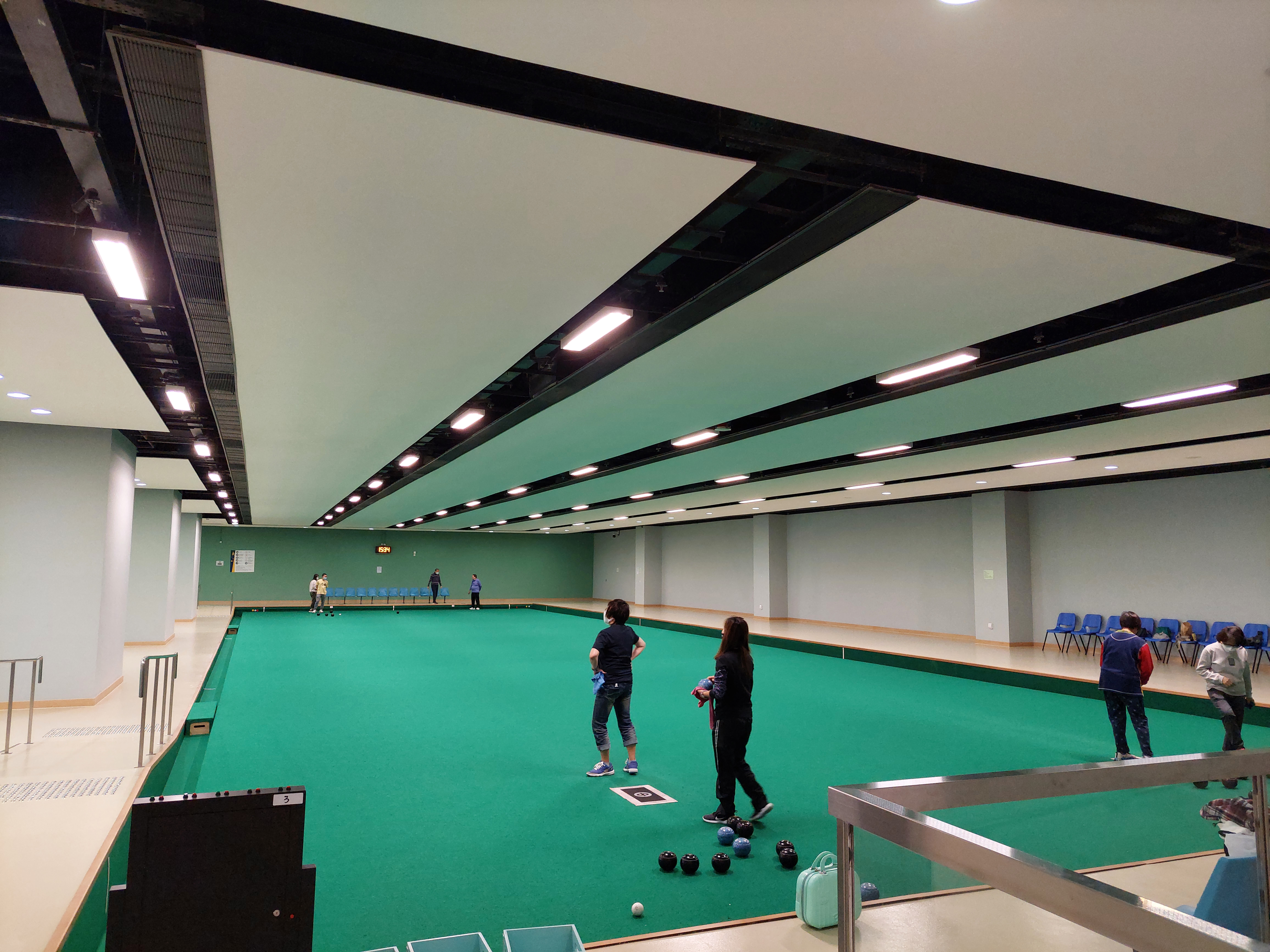
室內滾球場
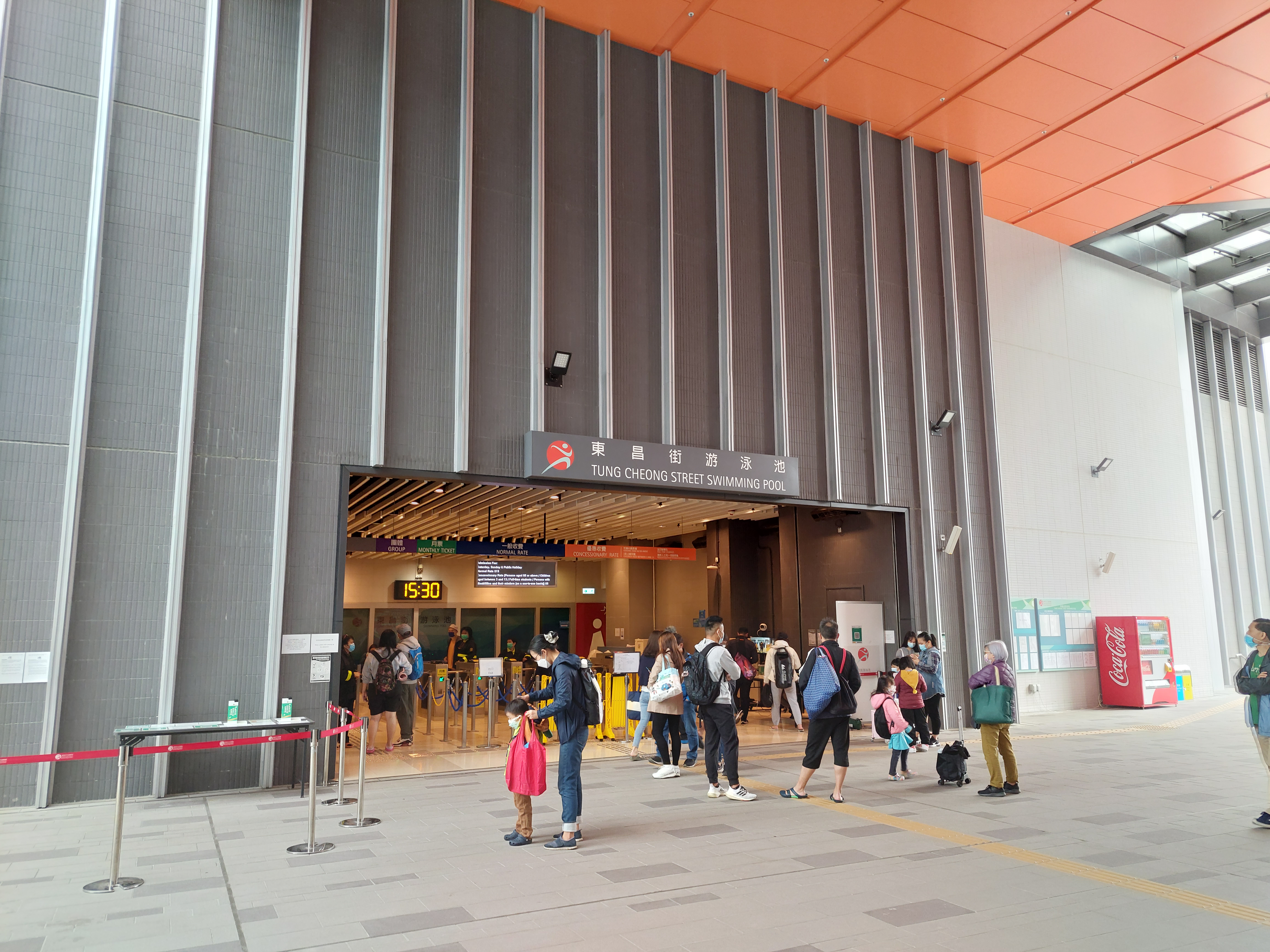
游泳池入口
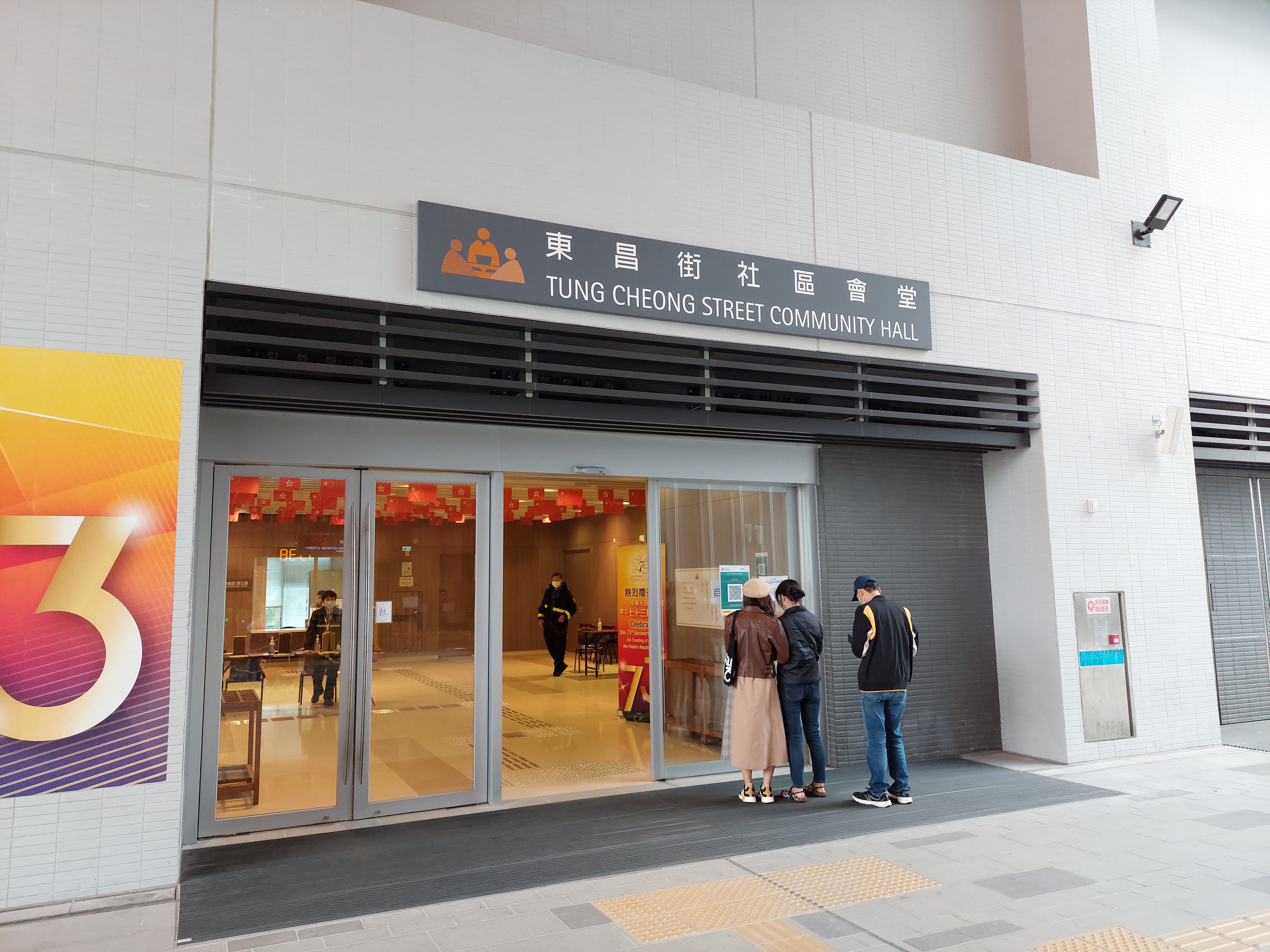
社區會堂入口
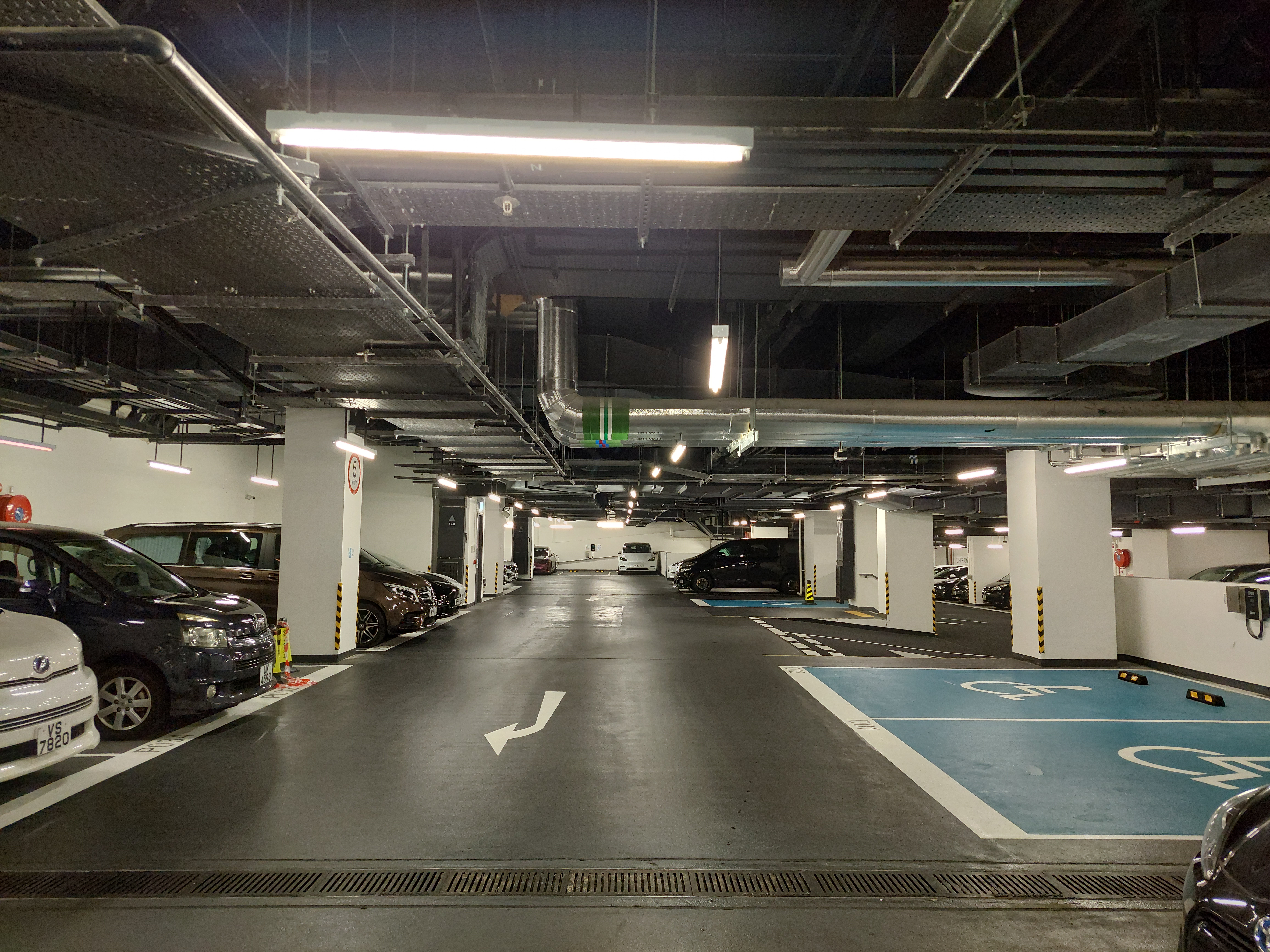
地庫停車場
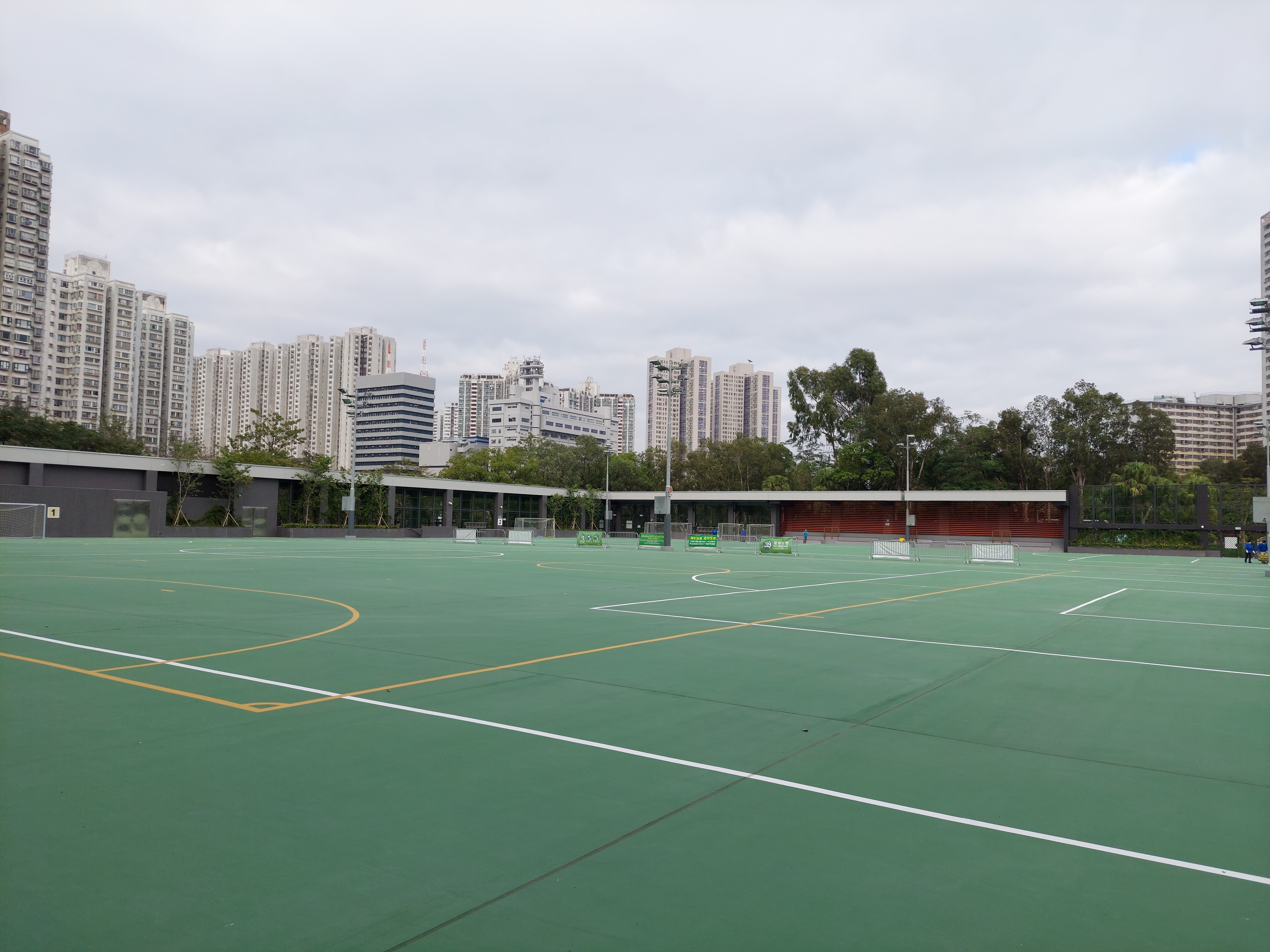
重建後的足球場

### 樓層
| 樓層 | 西翼       | 東翼                   |
| ---- | ---------- | ---------------------- |
| 4樓  | 綠化天台   | 多用途主場             |
| 3樓  | 兒童遊戲室 | 多用途主場             |
| 2樓  | 社區會堂   | 游泳池                 |
| 1樓  | 社區會堂   | 游泳池                 |
| 地下 | 草地滾球場 | 泳池機房及停車場出入口 |
| 地庫 | 機房       | 公眾停車場             |

### 其他配套
除了大樓本身，此項目亦包括若干配套設施：
- 重建舊有的球場（曾經擬建一個草地足球場，其後改回重建兩個硬地足球場）
- 延長東昌街，並與南運路連接[22]
- 設有200個車位的公眾停車場（最初為100個）
- 大樓1樓與大埔中心天橋連接

## 項目殊榮
- 2017年，此大樓項目獲香港綠色建築議會認證為「綠建環評新建建築1.2版」暫定金級建築[23]。

## 興建圖片

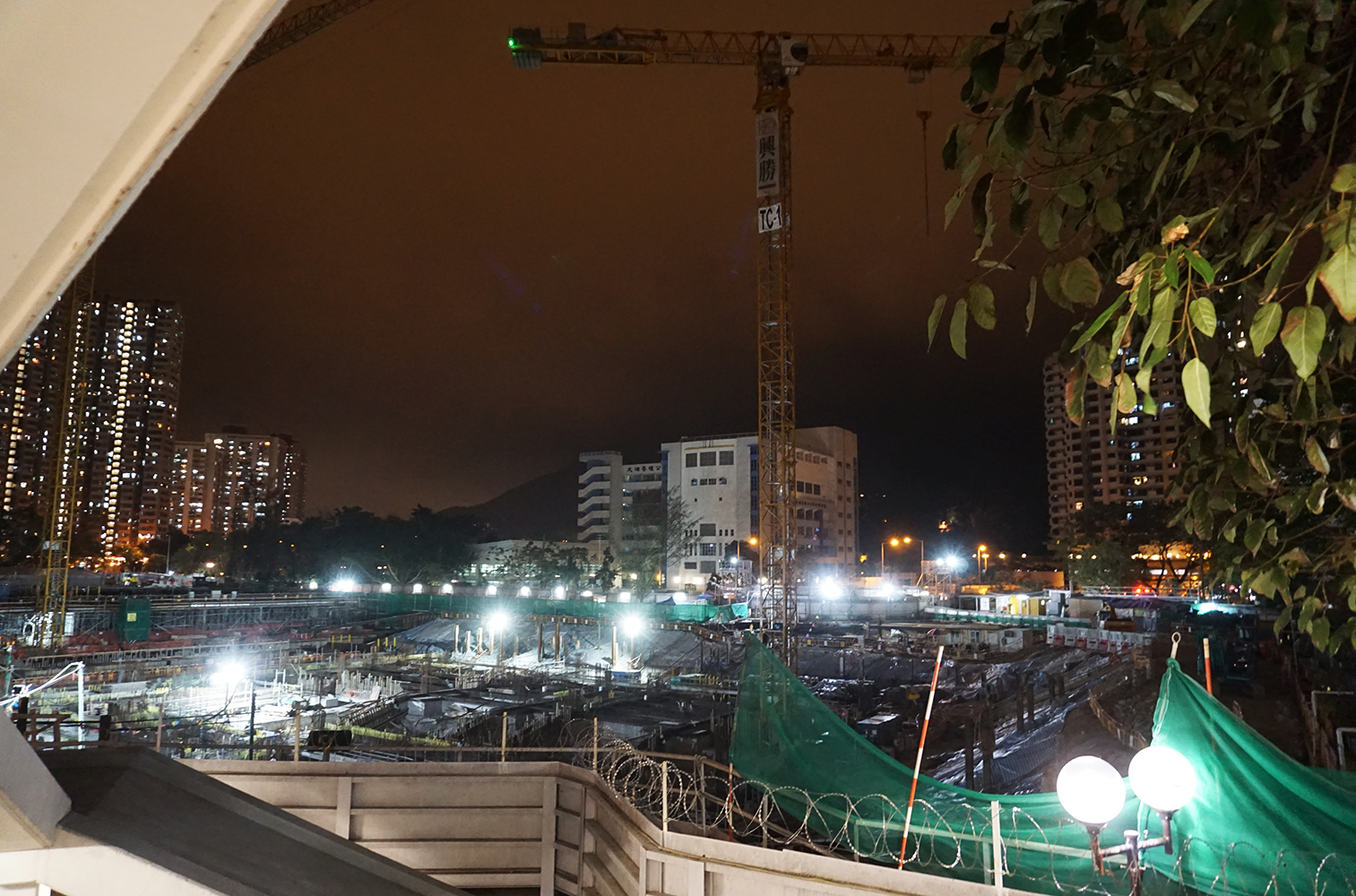
2019年2月
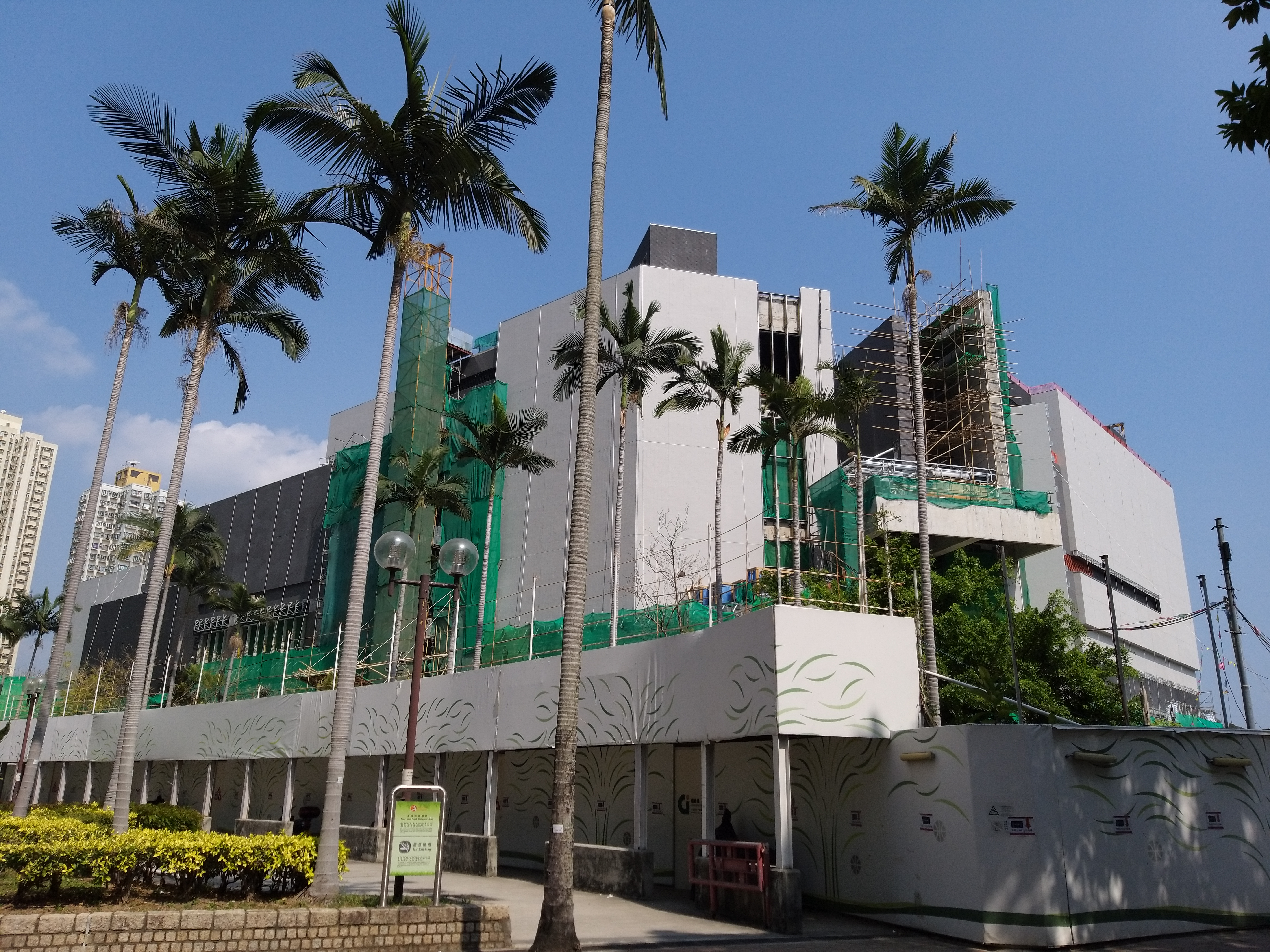
2021年2月
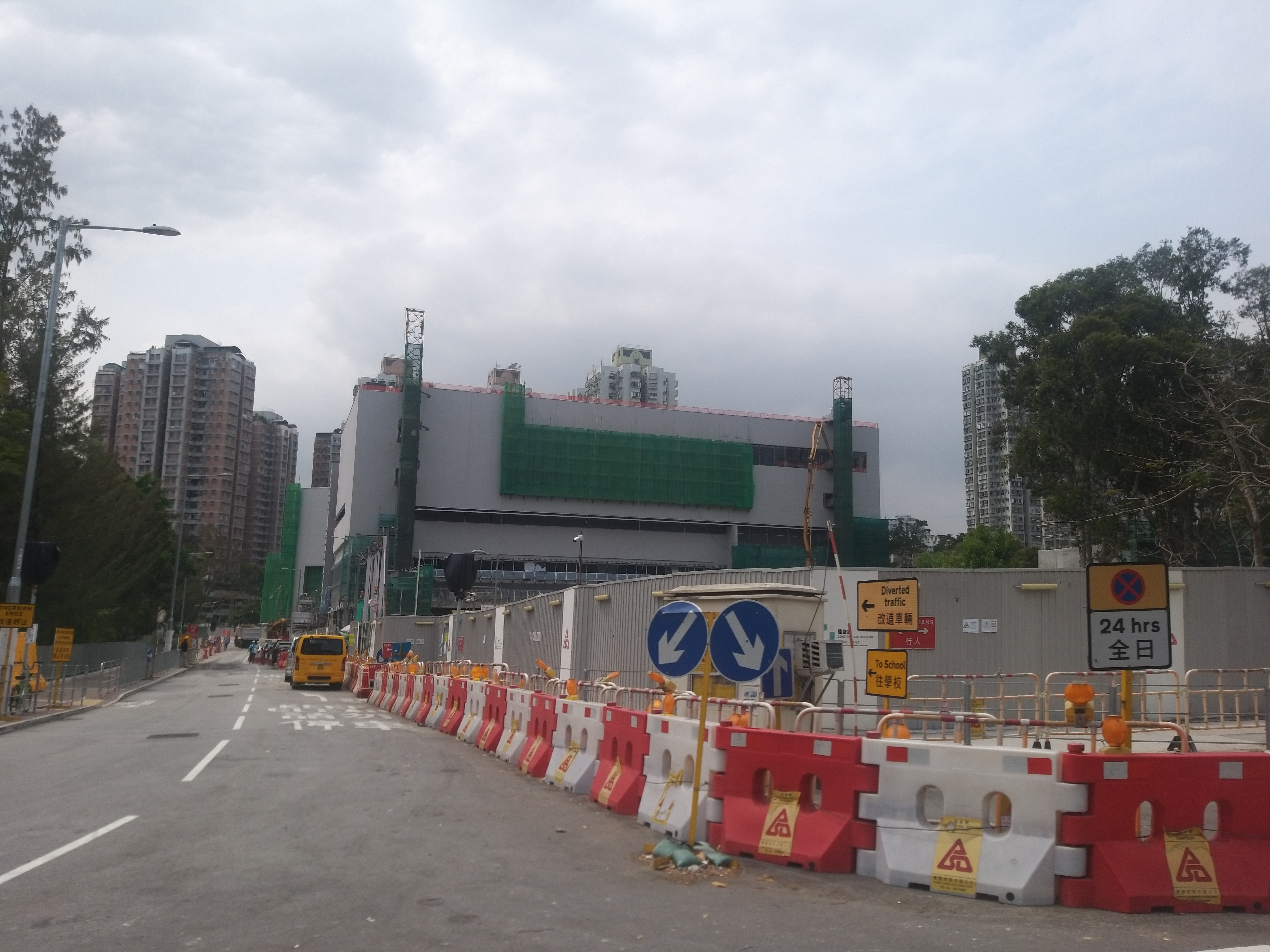
2021年3月
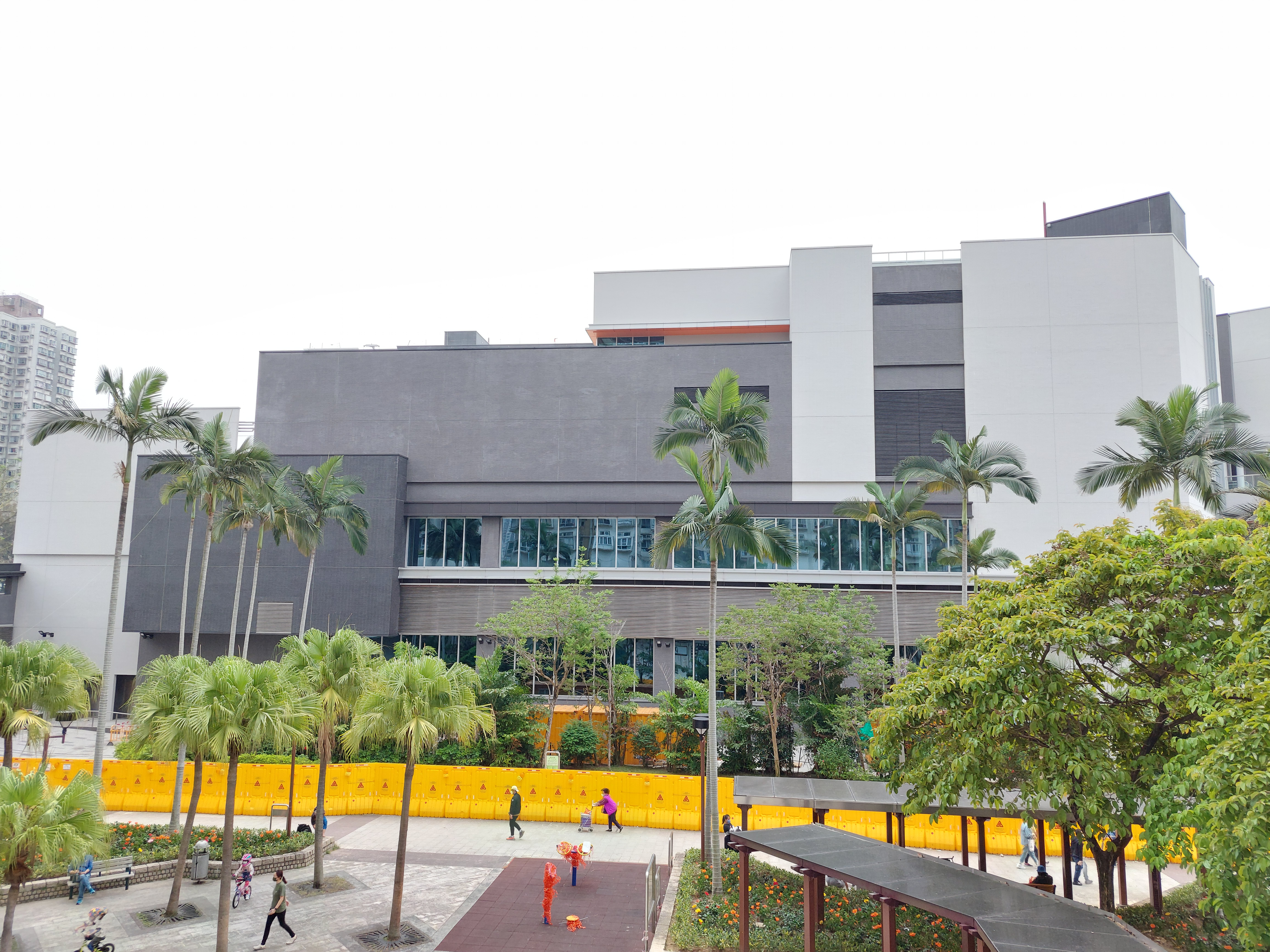
2022年4月

## 鄰近地方
- 大埔中心
- 廣福邨
- 寶湖花園
- 大埔舊墟公立學校 (寶湖道)
- 大埔崇德黃建常紀念學校
- 大埔墟